# Willingham St Mary
Willingham St Mary est un village et une paroisse civile du Suffolk, en Angleterre.